# Adeonellopsis multiporosa
Adeonellopsis multiporosa is een mosdiertjessoort uit de familie van de Adeonidae. De wetenschappelijke naam van de soort is voor het eerst geldig gepubliceerd in 1985 door Aristegui.